# Неофит (Яноглу)
Митрополи́т Неофи́т II (рум. Mitropolit Neofit al II-lea, в миру Нео́фитос Яно́глу, греч. Νεόφυτος Γιανόγλου; 1 января 1787, Бухарест — 14 января 1850, Бухарест) — митрополит Унгро-Валашский (1840—1849), участник Валашской революции 1848 года.

## Биография
Был писарем у епископа Рымникского Галактиона. В 1818 году пострижен в монашество и рукоположен во иеродиакона, 29 марта 1824 года — во иеромонаха и 5 апреля 1824 года возведён в сан архимандрита. Он стал настоятелем монастыря Святого Георгия Нового в Бухаресте, был избран епископом Рымникским 18 апреля 1824 года, а 20 апреля он был рукоположен в епископы митрополитом Угро-Валашским Григорием IV.
В 1831 году он стал членом экстраординарного общественного ревизионного собрания и был назначен президентом княжеского дивана.
29 июня 1840 года официально назначен митрополитом Унгро-Валашским.
Будучи митрополитом, он основал четыре духовных семинарии в Валахии и поддерживал направление молодых людей на стипендии в Грецию и Россию.
Во время Валашской революции в июль-сентябре 1848 года он был приглашён Революционным комитетом на пост председателя Временного правительства, которое он принял 12 июля. Он яростно выступал против планов реформ радикалов в правительстве, таких как Николае Бэлческу. В конце концов он выступил против Временного правительства, но его государственный переворот провалился, и 9 августа 1848 года он был заменён радикальным триумвиратом, состоящим из Иона Элиаде-Рэдулеску, Николае Голеску и Кристиана Телля.
После подавления революции он просил (как митрополит) восстановить порядок и способствовал поимке священнослужителей, участвовавших в революционных действиях, что привело к тому, что с 1848 года его считали неоднозначной фигурой. 27 июля 1849 года вышел в отставку с митрополичьего престола.